# Nyctemera strictifascia
Nyctemera strictifascia är en fjärilsart som beskrevs av W.Rothschild 1915. Nyctemera strictifascia ingår i släktet Nyctemera och familjen björnspinnare. Inga underarter finns listade i Catalogue of Life.